# Louise Bennett
Louise Simone Bennett Coverley, nota anche con lo pseudonimo di Miss Lou (Kingston, 7 settembre 1919 – Toronto, 26 luglio 2006), è stata una poetessa e scrittrice giamaicana, nonché folclorista ed educatrice.
Scrivendo e recitando le sue poesie in patois giamaicano o creolo, la Bennett ha contribuito a preservare la pratica di interpretare poesie, canzoni popolari e storie in patois, la «lingua nazionale»", affermando la validità delle lingue locali per l'espressione letteraria.

## Biografia
La Bennett nacque il 7 settembre 1919 in North Street a Kingston, in Giamaica. Unica figlia di Augustus Cornelius Bennett, il proprietario di una panetteria a Spanish Town, e Kerene Robinson, una sarta, dopo la morte del padre nel 1926, la Bennett fu cresciuta principalmente da sua madre. Frequentò la scuola elementare a Ebenezer e Calabar, proseguendo gli studi al St. Simon's College e all'Excelsior College, a Kingston. Nel 1943, si iscrisse al Friends College di Highgate, St. Mary, dove studiò folklore giamaicano. Nello stesso anno una sua poesia fu pubblicata per la prima volta sul Sunday Gleaner. Nel 1945 la Bennett fu la prima studentessa nera a studiare alla Royal Academy of Dramatic Art (RADA) di Londra dopo aver ricevuto una borsa di studio dal British Council.

### Carriera
Dopo essersi diplomata alla RADA, la Bennett lavorò con compagnie di repertorio a Coventry, Huddersfield e Amersham, così come in spettacoli di varietà privati in tutta l'Inghilterra. Durante la sua permanenza nel Paese, tenne due programmi radiofonici per la BBC: Caribbean Carnival (1945-1946) e West Indian Night (1950).
La Bennett lavorò per la Jamaica Social Welfare Commission dal 1955 al 1959 e insegnò folklore e teatro all'Università delle Indie occidentali. Dal 1965 al 1982 produsse Miss Lou's Views, una serie di monologhi radiofonici, e nel 1970 iniziò a condurre il programma televisivo per bambini Ring Ding che andò in onda fino al 1982; lo spettacolo era basato sulla convinzione della Bennett «che i bambini debbano apprendere il proprio retaggio». Come parte del programma, i bambini di tutto il paese erano invitati a condividere i loro talenti artistici in diretta. Oltre alle sue apparizioni televisive, Bennett comparve in vari film tra cui Calypso (1958), Chi trova un amico trova un tesoro (1981) e Club Paradise (1986).
Bennett scrisse diversi libri e poesie in giamaicano patois, contribuendo a farlo riconoscere come una «lingua nazionale» a sé stante. Il suo lavoro ha influenzato molti altri scrittori, tra cui Mutabaruka, Linton Kwesi Johnson e Yasus Afari, nell'adoperarlo in modo analogo. Pubblicò anche numerose registrazioni di musica folk tradizionale giamaicana e registrazioni dei suoi programmi radiofonici e televisivi, tra cui Jamaican Folk Songs, Children's Jamaican Songs and Games, Miss Lou’s Views (1967), Listen to Louise (1968), Carifesta Ring Ding (1976), e The Honorable Miss Lou. È accreditata per aver fornito a Harry Belafonte le basi per il suo famoso brano del 1956 Day-O (The Banana Boat Song), raccontandogli della canzone popolare giamaicana Hill and Gully Rider (nota anche come Day Dah Light).

### Morte ed esequie
La Bennett visse l'ultimo decennio della propria vita a Scarborough, in Ontario. Morì il 27 luglio 2006 allo Scarborough Grace Hospital dopo aver avuto un mancamento a casa. Il 3 agosto 2006 si tenne una cerimonia commemorativa a Toronto, dopodiché la sua salma fu trasportata in Giamaica e fu pubblicamente esposta presso la National Arena il 7 e 8 agosto. Il 9 agosto 2006 si tenne un funerale a Kingston presso la Coke Methodist Church a East Parade, seguito dalla sua sepoltura nella sezione delle icone culturali del National Heroes Park del paese. Il marito della Bennett la precedette nella morte.

### Vita privata
La Bennett era sposata con Eric Winston Coverley, uno dei primi interpreti e promotori del teatro giamaicano, dal 30 maggio 1954 fino alla sua morte nell'agosto 2002. Insieme, la Bennett e Coverley hanno avuto un figlio, Fabian.

## Impatto ed eredità culturale
Basil Bryan, Console Generale della Giamaica, ha elogiato Bennett come fonte di ispirazione per i giamaicani dal momento poiché «ha presentato con orgoglio la lingua e la cultura giamaicane a un mondo più vasto e oggi noi siamo i beneficiari di tale audacia». È stata lodata per il suo successo nello stabilire la validità delle lingue locali per l'espressione letteraria. Un aspetto importante della sua scrittura era la sua ambientazione in spazi pubblici come tram, scuole e chiese, consentendo ai lettori di vedere se stessi, prima e dopo l'indipendenza, riflessi nel suo lavoro. Ai suoi scritti è stato riconosciuto anche il merito di aver fornito una prospettiva unica sulle esperienze sociali quotidiane delle donne della classe lavoratrice in uno scenario postcoloniale.

### Archivi
Nel 2011 la sua famiglia ha donato fotografie, registrazioni audiovisive, corrispondenza, premi e altro materiale alla biblioteca della McMaster University con l'intento di farli digitalizzare e rendere disponibili online una selezione dei fondi, che va dal 1941 al 2008. Una selezione dei documenti personali della Bennett è disponibile anche presso la Biblioteca Nazionale della Giamaica. Pubblicati nell'ottobre 2016, gli "Archivi di Miss Lou" (the Miss Lou Archives) contengono materiale d'archivio inedito tra cui foto, registrazioni audio, diari e corrispondenza. La proprietà degli archivi di Miss Lou fu donata alla Biblioteca dalla Bennett stessa mentre si preparava a stabilirsi in Canada.

## Riconoscimenti
Bennett ha ricevuto numerosi riconoscimenti e premi per il suo lavoro nella letteratura e nel teatro giamaicani. Nel 1972 ha ricevuto il Norman Manley Award for Excellence. Nel 1978 ha ricevuto la Medaglia Musgrave.
In riconoscimento dei suoi successi, l'Harbourfront Centre, un'organizzazione culturale senza scopo di lucro a Toronto, ha una sede chiamata Miss Lou's Room. L'Università di Toronto gestisce la Louise Bennett Exchange Fellowship in Caribbean Literary Studies per studenti dell'Università delle Indie occidentali.

## Pubblicazioni selezionate

### Libri
- Anancy Stories And Poems In Dialect. Kingston, Jamaica: The Gleaner Co. Ltd (1944).
- Laugh with Louise: A pot-pourri of Jamaican folklore, Kingston, City Printery, 1961, OCLC 76815511.
- Jamaica Labrish, Jamaica, Sangster's Book Stores, 1966, OCLC 1968770.
- Selected Poems, Jamaica, Sangster's Book Stores, 1982.
- Auntie Roachy Seh, Jamaica, Sangster's Book Stores, 1993.

### Registrazioni
- Jamaican Folk Songs, New York, Folkways, 1954, OCLC 255714807.
- (EN) Yes m'dear: Miss Lou live!, Sonic Sounds, 1982, OCLC 23971117.